# Rivas-Vaciamadrid
Rivas-Vaciamadrid là một đô thị trong Cộng đồng Madrid, Tây Ban Nha. Đô thị này có diện tích 67,16 kilômét vuông, dân số theo điều tra năm 2010 của Viện thống kê quốc gia Tây Ban Nha là 70.843 người.
Đô thị này có cự ly khoảng 20 km từ trung tâm Madrid.
Đây là được một trong những thành phố phát triển nhanh nhất tại Tây Ban Nha trong những năm gần đây, tăng từ 500 người vào những năm 1980 đến con số hiện nay là 70.000 người, dân số dự kiến sẽ tăng lên đến 100.000 vào năm 2014. Phía bắc giáp với Madrid và San Fernando de Henares, về phía nam của Arganda del Rey và San Martín de la Vega, về phía đông bởi Mejorada del Campo và Velilla de San Antonio, và phía tây của Getafe và Madrid (huyện Villa de Vallecas.).  Mặc dù sự tăng trưởng đô thị cao, gần ba phần tư diện tích nằm trong công viên khu vực đông nam, khiến cho thành phố này là một trung tâm quan trọng sinh thái với nhiều hồ và nhiều loài động vật hoang dã và động vật.
Rivas-Vaciamadrid là một phần của  Vùng đô thị Madrid.